# MacOS Sierra
macOS Sierra (wersja 10.12) – trzynasta wersja systemu operacyjnego z rodziny macOS (wcześniej OS X) firmy Apple dla komputerów typu Macintosh. Jest następcą systemu OS X El Capitan i pierwszą wersją wydaną po rebrandingu na macOS. Nazwa Sierra nawiązuje do pasma górskiego Sierra Nevada w Kalifornii.
Pierwsza beta MacOS Sierra została udostępniona wkrótce po konferencji Worldwide Developers Conference (w skrócie WWDC), która miała miejsce 13 czerwca 2016 roku. Pierwsza publiczna beta została wydana 7 lipca 2016, a 20 września 2016 system wyszedł w formie darmowej aktualizacji w Mac App Store.

## Wymagania techniczne
System macOS Sierra wymaga co najmniej 2 GB RAM i 8 GB wolnej przestrzeni na dysku. Może zostać zainstalowany na:
- iMac (koniec 2009 r. lub nowszy)
- MacBook (koniec 2009 r. lub nowszy)
- MacBook Pro (połowa 2010 r. lub nowszy)
- MacBook Air (koniec 2010 r. lub nowszy)
- Mac mini (połowa 2010 r. lub nowszy)
- Mac Pro (połowa 2010 r. lub nowszy)
- iMac Pro (koniec 2017 r. lub nowszy)

Sierra jest pierwszą wersją systemu operacyjnego Apple od czasu OS X Mountain Lion, której nie można zainstalować na wszystkich komputerach, które w poprzedniej wersji były obsługiwane.

## Wydania
|  | Poprzednie wydanie |  | Obecne wydanie |  | Wydanie testowe |

| Wersja  | Build   | Data wydania         | Darwin | Uwagi                                                             | Przydatne linki                                                              |
| ------- | ------- | -------------------- | ------ | ----------------------------------------------------------------- | ---------------------------------------------------------------------------- |
| 10.12   | 16A323  | 20 września 2016     | 16.0.0 | Pierwsze wydanie                                                  | —                                                                            |
| 10.12.1 | 16B2555 | 24 października 2016 | 16.1.0 | Informacje o uaktualnieniu systemu macOS Sierra do wersji 10.12.1 | Aktualizacja macOS Sierra 10.12.1                                            |
| 10.12.1 | 16B2657 | 27 października 2016 | 16.1.0 | Informacje o uaktualnieniu systemu macOS Sierra do wersji 10.12.1 | Aktualizacja macOS Sierra 10.12.1                                            |
| 10.12.2 | 16C67   | 13 grudnia 2016      | 16.3.0 | Informacje o uaktualnieniu systemu macOS Sierra do wersji 10.12.2 | Aktualizacja macOS Sierra 10.12.2 Aktualizacja zbiorcza macOS Sierra 10.12.2 |
| 10.12.2 | 16C68   | 14 grudnia 2016      | 16.3.0 | Informacje o uaktualnieniu systemu macOS Sierra do wersji 10.12.2 | Aktualizacja macOS Sierra 10.12.2 Aktualizacja zbiorcza macOS Sierra 10.12.2 |
| 10.12.3 | 16D32   | 23 stycznia 2017     | 16.4.0 | Informacje o uaktualnieniu systemu macOS Sierra do wersji 10.12.3 | macOS Sierra 10.12.3 Update macOS Sierra 10.12.3 Combo Update                |